# Sumitomo Densetsu
Sumitomo Densetsu Co., Ltd. (яп. 住友電設株式会社) — японська будівельна компанія. Входить до кейрецу Sumitomo Group.

## Історія
Компанія була заснована в 1947, але виділена в окрему юридичну особу лише в 1950 році під назвою Taiyo Densetsu Co.
В 1962 компанія проходить процедуру лістингу на Осакській біржі цінних паперів.
В 1969 компанія змінила назву і стала іменуватися Taiyo Kudo Construction Co., Ltd.
В 1972 акції компанії починають торгуватися на Токійській фондовій біржі.
В 1985 компанія отримує свою сучасну назву. У тому ж році компанія об'єднується з Sumiden Kucho Co., Ltd.

## Компанія сьогодні
Компанія займається будівництвом промислових, інфраструктурних об'єктів (здебільшого електромережних), а також різних інженерних систем.
Крім Японії компанія працює в Китаї, Південно-Східній Азії і на Близькому Сході.